# Trinitatiskirche (Riesa)

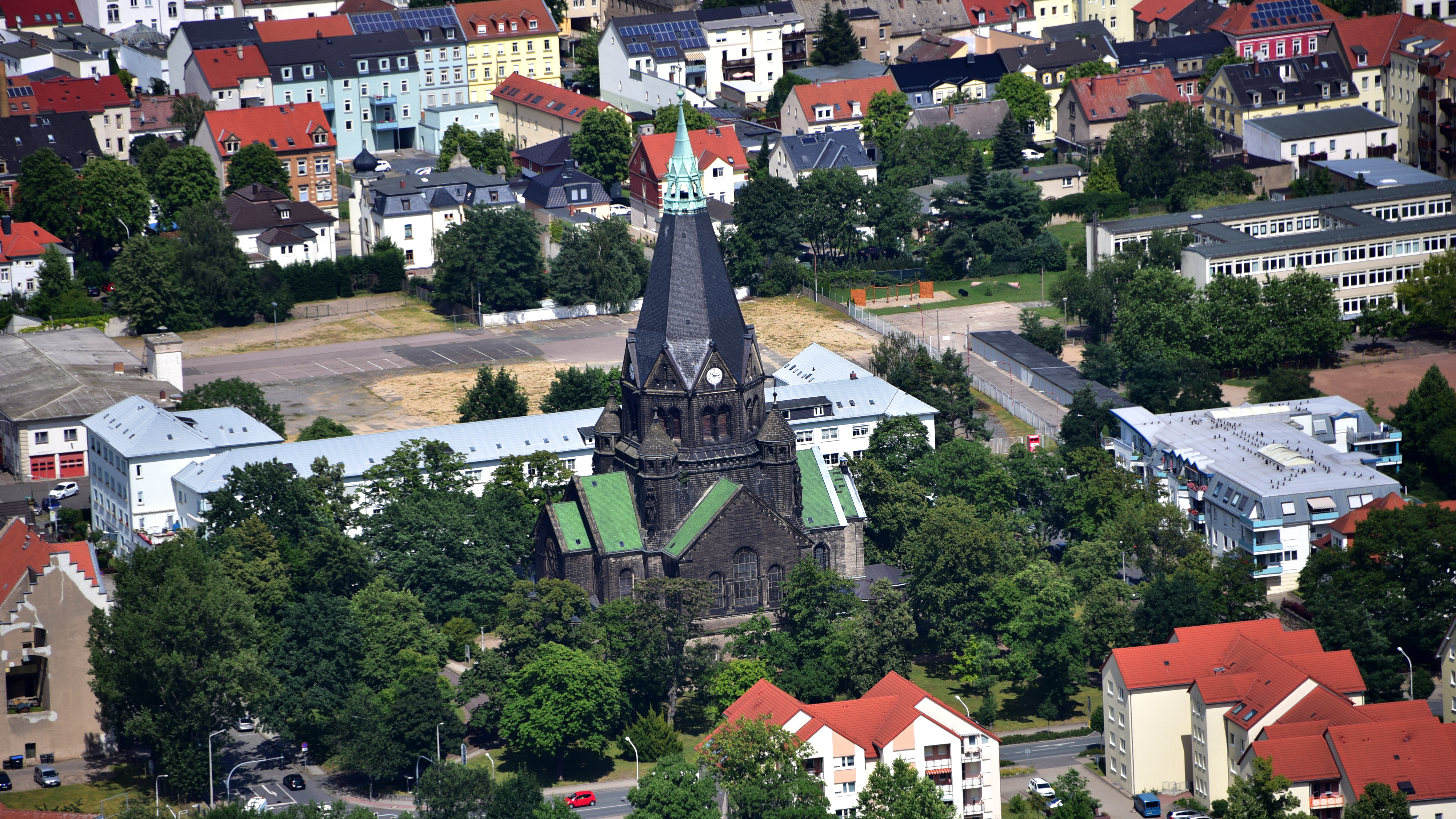
Trinitatiskirche, Luftaufnahme (2017)

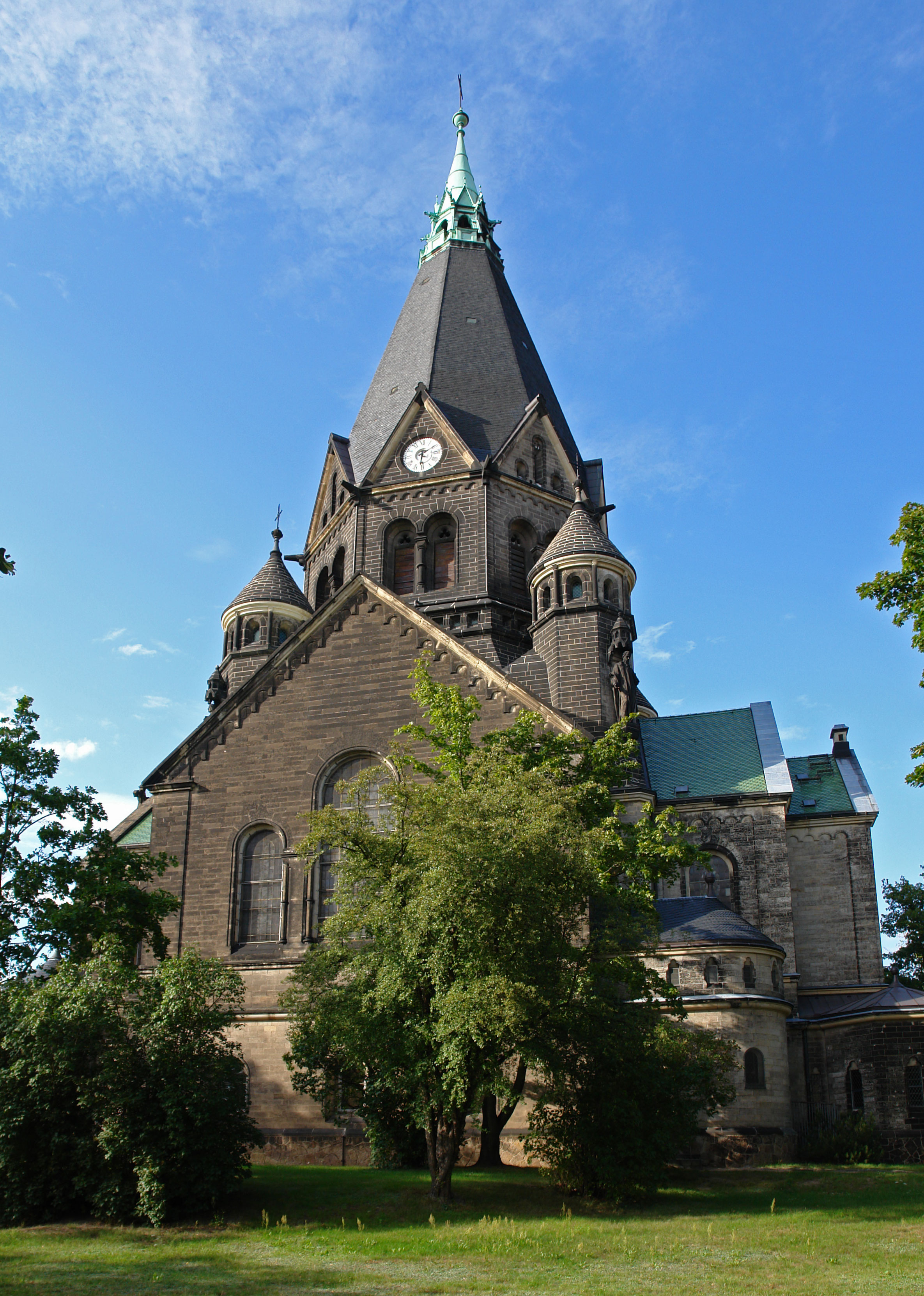
Trinitatiskirche

Die Trinitatiskirche ist ein neuromanischer Sakralbau in Riesa. Mit ihrem 75 Meter hohen Turm dominiert die Kirche das Stadtbild. Zusammen mit der Klosterkirche, der Kirche Riesa-Gröba und der Kirche Riesa-Weida bildet die Trinitatiskirche seit Januar 2009 die Evangelisch-Lutherische Kirchgemeinde Riesa.

## Entstehung
Die Trinitatiskirche war nach der mittelalterlichen Klosterkirche der erste Kirchenneubau in Riesa und vor allem aus Platzgründen notwendig geworden. Die Stadt hatte, am damals noch unbebauten Lutherplatz, ein Grundstück zur Verfügung gestellt, mit dem der Anfang für ein neues und planmäßiges Schulzentrum geschaffen werden sollte. Aus ökonomischen Gründen musste aber von den großen Plänen Abstand genommen werden. Ein Wettbewerb wurde deutschlandweit ausgeschrieben, in dem sich unter 91 Einsendungen der Entwurf von Jürgen Kröger behauptete, nach dessen Plänen das Kirchengebäude errichtet wurde. Der erste Spatenstich war am 18. April 1895, dem am 17. Juni 1895 die Grundsteinlegung folgte. Am 4. Juli 1897 wurde der 360.000 Mark teure Neubau eingeweiht.

## Baubeschreibung

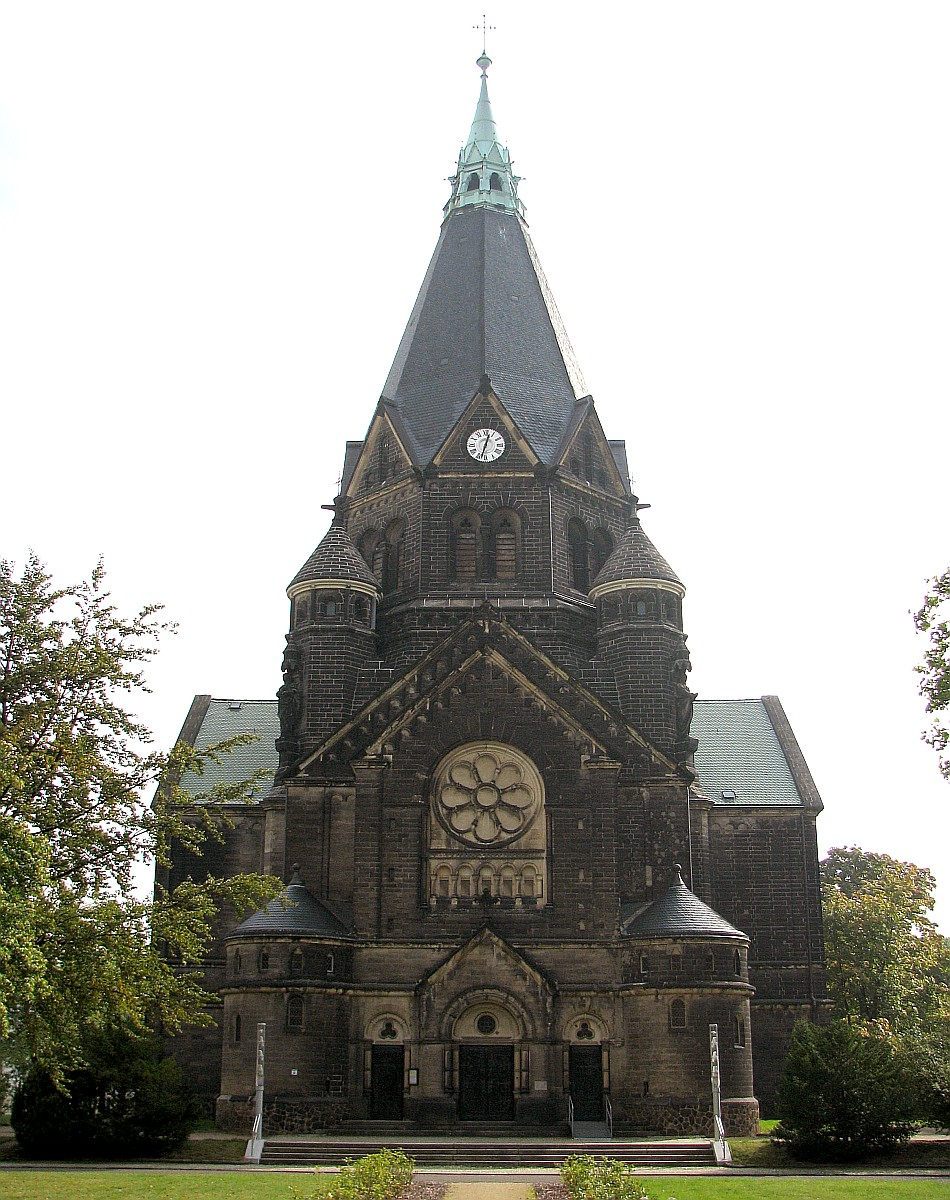
Haupteingang

Die Trinitatiskirche ist ein neuromanischer Zentralbau auf kreuzförmigem Grundriss und ähnelt in ihrem Äußeren der 1945 zerstörten Jakobikirche in Dresden, die Kröger zwischen 1897 und 1901 schuf.
Die Fenster der Kirche zeigten aufwändige Glasmalereien von Emil Nöllmer, so wurden im nördlichen Fenster die Geburt Jesu, umrahmt von zwei kleineren Fenstern mit der Darstellung von Jesaja und König David, dargestellt, während das Fenster der Südseite die Passionsszene mit kleineren Darstellungen von Moses und Johannes dem Täufer zeigte. Die Scheiben wurden im Zuge einer grundlegenden Sanierung der Kirche erneuert und mit moderneren Bemalungen versehen. Gleichzeitig wurden zahlreiche Wandbemalungen und auch Statuen im Kircheninneren entfernt, um den Fokus auf den Altar zu lenken – eine im Hinblick auf den Denkmalschutz heute nicht mehr mögliche Sanierung.
Der Altar der Kirche wurde der Gemeinde gestiftet. Über einer Mensa aus Ziegeln befindet sich ein Relief mit einer Szene des Abendmahls und darüber ein aus Kalkstein gefertigtes Kruzifix, das von betenden Engeln flankiert ist.
Die Trinitatiskirche besaß zu Beginn vier Bronzeglocken, die 1917 zum Einschmelzen für Rüstungszwecke abgegeben werden mussten. Die neuen Glocken aus Stahlguss aus dem Jahr 1921 überstanden den Zweiten Weltkrieg und ertönen noch heute in einem h-Moll-Akkord.

## Orgel

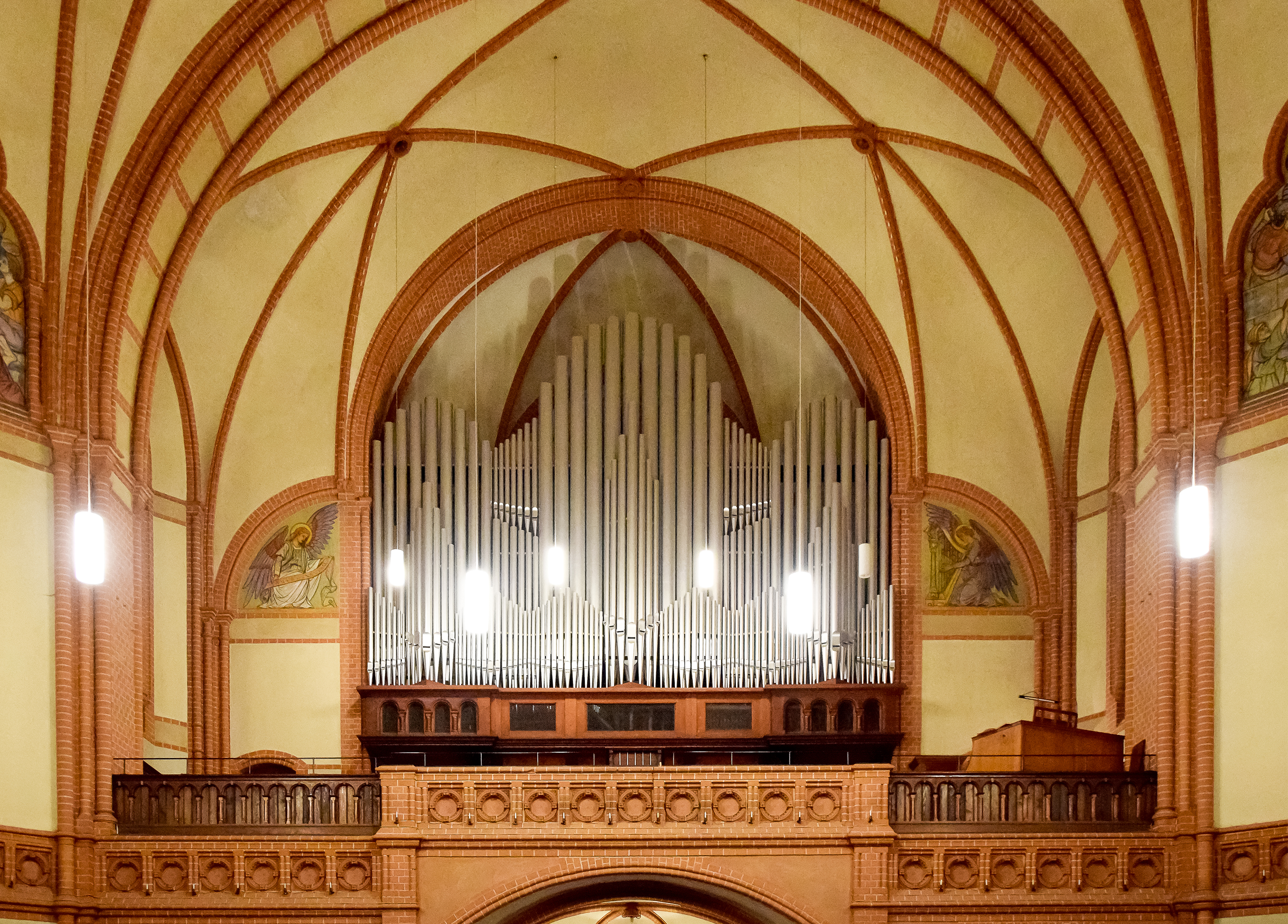
Orgel der Trinitatiskirche

Die Orgel der Trinitatiskirche wurde 1897 von Jehmlich Orgelbau Dresden mit 42 Registern auf zwei Manualen und Pedal erbaut. 1946/1947 erfolgte durch die Erbauerfirma ein Erweiterungsumbau. Seitdem zählt sie mit 4164 Pfeifen auf elektropneumatischen Kegelladen, 61 Registern auf drei Manualen und Pedal zu den größten Orgeln in Sachsen. Das Instrument wurde 2008 von Orgelbau Ekkehart Groß überholt.
| I Hauptwerk C–a3 |                  |        |
| 1.               | Prinzipal        | 16′    |
| 2.               | Prinzipal        | 8′     |
| 3.               | Rohrflöte        | 8′     |
| 4.               | Harmonieflöte    | 8′     |
| 5.               | Gemshorn         | 8′     |
| 6.               | Oktave           | 4′     |
| 7.               | Spitzflöte       | 4′     |
| 8.               | Quinte           | 2 ⁄3′  |
| 9.               | Oktave           | 2′     |
| 10.              | Waldflöte        | 2′     |
| 11.              | Terz             | 1 3⁄5′ |
| 12.              | Mixtur VI        | 2′     |
| 13.              | Helle Zymbel III | 2⁄3′   |
| 14.              | Bombarde         | 16′    |
| 15.              | Hell-Trompete    | 8′     |
| 16.              | Trompete         | 4′     |

| II Oberwerk C–a3 |             |           |
| 17.              | Quintatön   | 16′       |
| 18.              | Prinzipal   | 8′        |
| 19.              | Gedacktbass | 8′        |
| 20.              | Prästant    | 4′        |
| 21.              | Koppelflöte | 4′        |
| 22.              | Rohrquinte  | 2 ⁄3′     |
| 23.              | Oktave      | 2′        |
| 24.              | Blockflöte  | 2′        |
| 25.              | Superoktave | 1′        |
| 26.              | Terzian II  | 4⁄5′+2⁄3′ |
| 27.              | Scharff IV  | 1⁄2′      |
| 28.              | Fagott      | 16′       |
| 29.              | Klarinette  | 8′        |
| 30.              | Regal       | 4′        |

| III Manual C–a3 |            |        |
| 31.             | Prinzipal  | 8′     |
| 32.             | Gedackt    | 8′     |
| 33.             | Dulciana   | 8′     |
| 34.             | Gambe      | 8′     |
| 35.             | Schwebung  | 8′     |
| 36.             | Oktave     | 4′     |
| 37.             | Rohrflöte  | 4′     |
| 38.             | Nassat     | 2 ⁄3′  |
| 39.             | Hohlflöte  | 2′     |
| 40.             | Schwiegel  | 2′     |
| 41.             | Terz       | 1 3⁄5′ |
| 42.             | Septime    | 1 ⁄7′  |
| 43.             | Sifflöte   | 1′     |
| 44.             | None       | 8⁄9′   |
| 45.             | Mixtur V   | 1′     |
| 46.             | Sordun     | 16′    |
| 47.             | Trompete   | 8′     |
| 48.             | Vox Humana | 8′     |
| 49.             | Oboe       | 8′     |

| Pedal C–f1 |                    |         |
| 50.        | Untersatz          | 32′     |
| 51.        | Prinzipalbaß       | 16′     |
| 52.        | Subbaß             | 16′     |
| 53.        | Zartbaß            | 16′     |
| 54.        | Quintbaß           | 10 2⁄3′ |
| 55.        | Oktavbaß           | 8′      |
| 56.        | Gedacktbaß         | 8′      |
| 57.        | Oktavbaß           | 4′      |
| 58.        | Nachthorn          | 2′      |
| 59.        | Baßmixtur VI       | 2 ⁄3′   |
| 58.        | Posaune            | 16′     |
| 60.        | Trompete           | 8′      |
| 61.        | Clarine            | 4′      |
| 62.        | Singend Cornett II |         |

- Koppeln: II/I, I/P, II/P, Oktavkoppel, Generalkoppel
- Spielhilfen: Forte, Fortissimo, Rohrwerkschor, Principalchor, Gambenchor, Flötenchor, Crescendo-Tritt

## Nutzung
Die Trinitatiskirche wird zwischen Pfingsten und dem Reformationstag für evangelische Gottesdienste genutzt. In der restlichen Zeit finden die Gottesdienste in der Klosterkirche statt. Besichtigungen der Kirche sind nur nach Voranmeldung möglich.